# Florence Hinckel
Florence Hinckel, née le 13 décembre 1973, est une romancière française. Elle écrit principalement des romans pour enfants et adolescents.

## Biographie
Florence Hinckel naît le 13 décembre 1973.
Après une licence de programmation analytique, elle devient professeure des écoles. Elle exerce ce métier à Marseille, en Guyane et en Guadeloupe, puis se consacre entièrement à l'écriture.
Mariée et mère de deux enfants, elle vit dans le sud de la France.

### Production littéraire
Son œuvre s'adresse aux enfants comme aux plus grands.
Elle écrit des romans humoristiques (La famille Papillon, Le Chat Pitre), intimistes (Nos éclats de miroir, L'été où je suis né), ou engagés (L'Énigme Edna, Les Copains, le soleil et Nabila, Renversante). Dans Le Grand Saut, elle poursuit sa réflexion sur l'inégalité des chances amorcée dans sa carrière d'enseignante, déjà racontée dans Quatre filles et quatre garçons, et ce toujours sous le prisme de l'amitié.
En parallèle, elle exploite sa formation initiale pour affiner dans ses ouvrages une réflexion critique sur l'Intelligence artificielle ou les réseaux sociaux,, ainsi que sur le transhumanisme. Cette critique d'une société déshumanisante peut être aussi faite par le biais d'un monde soudain privé de technologie.
En 2025 elle publie le roman jeunesse Le Brasier, autour du conte de Hans Christian Andersen, Les Cygnes sauvages : elle « s’empare d’un conte emblématique pour revisiter l’archétype de la méchante belle-mère. Et noue un dialogue original entre l’auteur danois et ses personnages, entre jadis et aujourd’hui ».

## Œuvres

### Romans

#### Littérature générale
- Toutes des filles en jaune, Paris, Fayard, 2023, 306 p. (EAN 978-2-213-72548-2, présentation en ligne)

#### Pour adolescents et jeunes adultes
- La Fille qui dort, Montréal (Québec)/Paris, Les 400 coups, 2007, 144 p. (ISBN 978-2-89540-345-6)
- L'été où je suis né, Paris, Gallimard Jeunesse, coll. « Scripto », 2011, 96 p. (ISBN 978-2-07-064209-0, présentation en ligne)
- Théa pour l'éternité, Paris, Syros, 2012, 224 p. (ISBN 978-2-7485-1223-6)
- Mémoire en mi, Paris, Syros, 2013, 48 p. (ISBN 978-2-7485-1384-4, présentation en ligne)
- Hors de moi, Vincennes, Talents hauts, coll. « Ego », 2014, 224 p. (ISBN 978-2-36266-111-2, présentation en ligne)
- Quatre filles et quatre garçons, Vincennes, Talents hauts, 2014, 576 p. (ISBN 978-2-36266-109-9, présentation en ligne)
- Traces, Paris, Syros, 2016, 128 p. (ISBN 978-2-7485-2124-5, présentation en ligne)
- Ce qui fait battre nos coeurs, Paris, Syros, 2019, 445 p. (ISBN 978-2-7485-2608-0)[15],[16]
- Nos éclats de miroir, Paris, Nathan, 2019, 176 p. (ISBN 978-2-09-258804-8, présentation en ligne)
- Comme un homme, Paris, Nathan, coll. « Court toujours », 2020, 64 p. (ISBN 978-2-09-259278-6, présentation en ligne)
- L'Énigme Edna, Paris, Nathan, 2021, 336 p. (ISBN 978-2-092-59155-0, présentation en ligne)
- Renversante (y'a encore du boulot), Paris, L'École des loisirs, coll. « Medium », 2022, 160 p. (ISBN 978-2-211-31970-6, présentation en ligne)
- L'aube est bleue sur Mars, Paris, Nathan, 2022, 503 p. (ISBN 978-2-09-249436-3)
- Le Filtre, Paris, Nathan, coll. « Court toujours », 2024, 64 p. (ISBN 978-2-09-502924-1, présentation en ligne)
- Le Brasier[14], Paris, L'École des loisirs, coll. « Medium », 2025, 336 p. (ISBN 9782211340632, présentation en ligne)

#### Pour enfants
- Le Maillot de bain, Saint-Mandé, Talents hauts, 2009, 96 p. (ISBN 978-2-916238-39-5, présentation en ligne)
- Les Copains, le soleil et Nabila, Paris, Gallimard Jeunesse, coll. « Folio Junior », 2009, 112 p. (ISBN 978-2-07-061487-5, présentation en ligne)
- Vanilles et Chocolats, Paris, Oskar, 2013, 160 p. (ISBN 979-10-214-0089-4, présentation en ligne)
- Super-Louis et l’île aux quarante crânes, Paris, Sarbacane, coll. « Pepix », 2014, 144 p. (ISBN 978-2-84865-712-7, présentation en ligne)
- Super-Vanessa et la crique aux fantômes, Paris, Sarbacane, coll. « Pepix », 2016, 144 p. (ISBN 978-2-84865-878-0, présentation en ligne)
- Ma mère est maire, Saint-Mandé, Talents hauts, 2016, 48 p. (ISBN 978-2-36266-173-0, présentation en ligne)
- Greta l'ogresse, Paris, Belin, 2017, 64 p. (ISBN 978-2-410-00565-3, présentation en ligne)
- Confidences entre filles, Paris, Rageot, 2017, 160 p. (ISBN 978-2-7002-5542-3, présentation en ligne)
- Renversante, Paris, L'École des loisirs, coll. « Neuf », 2019, 104 p. (ISBN 978-2-211-23938-7, présentation en ligne)[17]

### Séries

#### Le Grand Saut
1. Le Grand Saut 1, Paris, Nathan, 2017, 374 p. (ISBN 978-2-09-256639-8, présentation en ligne)
2. Le Grand Saut 2, Paris, Nathan, 2017, 396 p. (ISBN 978-2-09-257380-8, présentation en ligne)
3. Le Grand Saut 3, Paris, Nathan, 2018, 418 p. (ISBN 978-2-09-258009-7, présentation en ligne)

#### U4
- Yannis, Paris, Nathan-Syros, 2015, 440 p. (ISBN 978-2-09-255615-3, présentation en ligne)[18],[19]
- Ouvrage cosigné par Florence Hinckel, Vincent Villeminot, Carole Trébor,Yves Grevet, Contagion, Paris, Nathan-Syros, 2016, 449 p. (ISBN 978-2-09-256718-0, présentation en ligne)

#### Le Chat Pitre
- Le Chat Pitre, Paris, Nathan, 2011, 80 p. (ISBN 978-2-09-252856-3, présentation en ligne)
- Le Chat beauté, Paris, Nathan, 2013, 80 p. (ISBN 978-2-09-254305-4, présentation en ligne)
- Chat va faire mal, Paris, Nathan, 2014, 96 p. (ISBN 978-2-09-255197-4, présentation en ligne)
- Le Chastronaute, Paris, Nathan, 2015, 80 p. (ISBN 978-2-09-255668-9, présentation en ligne)
- Superchat Pitre, Paris, Nathan, 2016, 160 p. (ISBN 978-2-09-256457-8, présentation en ligne)
- Le Chat Pitre : 5 histoires à chavourer, Paris, Nathan, 2022, 271 p. (ISBN 978-2-09-249610-7, présentation en ligne)

#### Chun, le panda baby-sitter
- 33, rue des Tilleuls, Paris, Nathan, 2024, 168 p. (ISBN 978-2-09-502406-2, présentation en ligne)
- De l'or et du chococo, Paris, Nathan, 2024, 168 p. (ISBN 978-2-09-503713-0, présentation en ligne)
- Parole de panda, Paris, Nathan, 2025, 168 p. (ISBN 9782095024062, présentation en ligne)

#### Les Faits et Gestes de la famille Papillon
1. Les Exploits de grand-papy Robert, Paris/Bruxelles, Casterman, 2019, 288 p. (ISBN 978-2-203-18096-3, présentation en ligne)
2. Les Prouesses de mamie Rose, Paris/Bruxelles, Casterman, 2019, 288 p. (ISBN 978-2-203-18110-6, présentation en ligne)
3. Les Succès de Domi, Paris/Bruxelles, Casterman, 2020, 288 p. (ISBN 978-2-203-18110-6, présentation en ligne)

#### Mona
- Secrets.com, Paris, Rageot, 2016, 192 p. (ISBN 978-2-7002-5160-9, présentation en ligne)
- Populaire ?, Paris, Rageot, 2016, 250 p. (ISBN 978-2-7002-5304-7, présentation en ligne)
- Rendez-vous @ Londres, Paris, Rageot, 2016, 224 p. (ISBN 978-2-7002-5097-8, présentation en ligne)
- Hyper-connectée (mais seule au monde), Paris, Rageot, 2018, 208 p. (ISBN 978-2-7002-5911-7, présentation en ligne)

### Parutions en presse
- L'été où je suis né, Je Bouquine, Bayard Presse, 2010
- Mon voyage sur Terre, Dlire, Bayard Presse, 2012
- Shéhérazade et moi, Je Bouquine, Bayard Presse, 2022

## Adaptations
- La série U4 a été adaptée en bande dessinée par les scénaristes Denis Lapière et Pierre-Paul Renders, et le dessinateur Adrian Huelva : 5 tomes parus en 2021-2022 aux éditions Dupuis[20].
- Renversante a été adaptée sous forme de pièce de théâtre par la metteuse en scène Léna Bréban. Le spectacle circule dans les écoles, collèges et salles de théâtre depuis 2021[21],[22].

## Prix et distinctions
- 2014 :
  - prix Sainte-Beuve des collégiens pour Théa pour l'éternité
  - prix Paille en Queue[23] du Salon du Livre jeunesse de l'océan Indien pour Théa pour l'éternité
- 2016 : 
  - Prix Livrentête[24], catégorie Roman ado, pour #Bleue
  -  prix RTS de littérature ados[25] pour  #Bleue
- 2017 : 
  - Prix Imaginales des écoliers[26] (du festival Les Imaginales) pour Traces
  - prix des Incorruptibles 5e/4e[27],[28] pour #Bleue
  - Prix des ados en colère pour #Bleue[29]
- 2018 : prix Sainte-Beuve des collégiens pour #Bleue
- 2021 : 21e prix Action Enfance[30] 2019-2020, catégorie romans, pour Renversante
- 2023 :  Prix Lu et partagé[31] catégorie Roman ado, pour L'aube est bleue sur Mars
- 2024 :  prix RTS littérature ados pour L'aube est bleue sur Mars[25],[32]